# 芹沢真理子
芹沢 真理子（せりざわ まりこ、1953年 - ）は、翻訳家。大阪生まれ｡神戸大学建築学科卒業。

## 翻訳
- 『ウィダの総督』（ブルース・チャトウィン 、芹沢高志共訳、めるくまーる） 1989
- 『サタワル島へ、星の歌』（ケネス・ブラウワー、めるくまーる） 1990
- 『パタゴニア』（ブルース・チャトウィン、芹沢高志共訳、めるくまーる） 1990

新装版(1998)は芹沢真理子の単独訳
- 『ソングライン』（ブルース・チャトウィン、めるくまーる） 1994
- 『世界文学全集 2-08』（池澤夏樹編、河出書房新社） 2009

「パタゴニア」（ブルース・チャトウィン）
「老いぼれグリンゴ」（カルロス・フエンテス、安藤哲行訳）